# Pteris squamipes
Pteris squamipes är en kantbräkenväxtart som beskrevs av Edwin Bingham Copeland. Pteris squamipes ingår i släktet Pteris och familjen Pteridaceae. Inga underarter finns listade.